# Rhopalia tristis
Rhopalia tristis is een vliegensoort uit de familie Mydidae. De wetenschappelijke naam van de soort is voor het eerst geldig gepubliceerd in 1928 door Seguy.
De soort komt voor in Egypte.